# Rhipicephalus schulzei
Rhipicephalus schulzei är en fästingart som beskrevs av Olenev 1929. Rhipicephalus schulzei ingår i släktet Rhipicephalus och familjen hårda fästingar. Inga underarter finns listade i Catalogue of Life.